# Formație (muzică)
În muzică, o formație, un grup, (mai rar) o orchestră sau (colocvial, deși nerecomandat, o trupă) reprezintă un ansamblu de muzicieni, sau interpreți de obicei de muzică de consum (ușoară, jazz, rock, pop ș.a.) care interpretează după un aranjament muzical sau improvizează, folosind diferite instrumente muzicale și voci.
O formație mare de jazz, de la 20 de membri în sus, se mai numește și „big band” (din engleză).

### Articole
- Listă de formații muzicale
- Cor
- Cvartet
- Duet
- Fanfară
- Orchestră
- Trio

### Categorii
- Duete muzicale
- Triouri muzicale‎
- Cvartete muzicale
- Cvintete muzicale
- Sextete muzicale‎
- Grupuri muzicale după numărul muzicienilor